# Oenothera nutans
Oenothera nutans är en dunörtsväxtart som beskrevs av Atkinson och Bartlett. Oenothera nutans ingår i släktet nattljussläktet, och familjen dunörtsväxter. Inga underarter finns listade i Catalogue of Life.